# Abdul Khalili
Abdulrahman "Abbe" Khalili, född 7 juni 1992, är en svensk fotbollsspelare (mittfältare).

## Klubbkarriär
Khalilis moderklubb är Högaborgs BK, vilka han lämnade för Helsingborgs IF. Han lånades 2011 ut till IFK Värnamo, vilka han inför säsongen 2012 även värvades av. 23 januari 2014 blev det klart att Khalili återvänder till Helsingborgs IF.
Khalili lämnade dock Helsingborgs IF efter enbart en halv säsong (2014), för turkiska Mersin İdmanyurdu.
I februari 2020 värvades Khalili av Hammarby IF, där han skrev på ett tvåårskontrakt. I juli 2022 lämnade Khalili i samband med att hans kontrakt löpt ut. Han återvände då till Helsingborgs IF.
I januari 2023 blev Khalil klar för cypriska laget Olympiakos Nicosia.

## Landslagskarriär
Khalili var med i den svenska U21-truppen som tog EM-guld 30 juni 2015 där Sverige vann över Portugal med 4-3 på straffavgörande (0-0 efter full tid och förlängning).